# 김빛나라
김빛나라는 대한민국의 가수다. 2017년 싱글 《행복했다》로 데뷔했다.

## 방송
- 히든싱어 2 (2013) - 임창정 편 5위

## 음반
- 행복했다 (2017)
- 너를보낸다 (2019)
- 너에게 가는 발걸음 (2020)